# Duellmanohyla
Duellmanohyla és un gènere de granotes de la família dels hílids que es troba a l'estat d'Oaxaca (Mèxic) i a l'Amèrica Central.

## Taxonomia
- Duellmanohyla chamulae
- Duellmanohyla ignicolor
- Duellmanohyla lythrodes
- Duellmanohyla rufioculis
- Duellmanohyla salvavida
- Duellmanohyla schmidtorum
- Duellmanohyla soralia
- Duellmanohyla uranochroa